# Alberto Franchetti

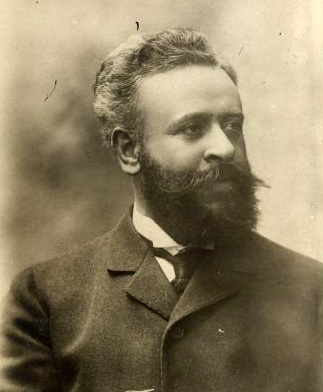
Alberto Franchetti

Alberto Franchetti (Turijn, 18 september 1860- Viareggio, 4 augustus 1942) was een Italiaans componist.

## Biografie
Baron Alberto Franchetti, van adellijke afkomst en financieel onafhankelijk, begon zijn muziekstudie in Turijn en vanaf 1871  in Venetië. 
In 1880 ging hij naar Duitsland, waar hij gedurende drie jaar studeerde aan het conservatorium in München, waar hij onder anderen les kreeg van Josef Rheinberger. 
In 1884 ging hij naar Dresden en studeerde onder andere compositieleer bij Felix Draeseke en Edmund Kretschmer.
Weer terug in Italië, sloot hij zich aan bij de Scapigliatura, een avant-gardistische artistieke beweging, die zijn basis in Milaan had en zich als doel gesteld had, het omverwerpen van de gevestigde culturele tradities in Italië, hetgeen in de operatraditie leidde tot het Verisme. 
In 1889 behaalde hij zijn eerste belangrijke succes, met zijn opera Asrael. 
Verdi, de grote maestro zelf, was zo onder de indruk van Asrael, dat hij de aanbeveling gaf, hem de opera, een opdracht van de stad Genua ter herdenking van de 400-jarige ontdekking van Amerika te laten componeren, hetgeen resulteerde in de opera Cristoforo Colombo (1892) naar het libretto van Luigi Illica.
Zijn volgende grote succes was de opera Germania (1902), gebaseerd op de napoleontische oorlogen, zich afspelend in Duitsland, ook weer naar een libretto van zijn grote vriend Luigi Illica.
Van 1926-1928 was hij directeur van het conservatorium in Florence. 
De opera's van Franchetti weerspiegelen zijn bewondering voor de stijl van Richard Wagner, gecombineerd met het Italiaanse Verisme.
Ook werd hij wel afgespiegeld in sommige kritieken als de "Meyerbeer van het moderne Italië".

## Werken

### Opera's
- Asrael   (1889)
- Zoroastro   (1890)
- Cristoforo Colombo   (1892)
- Il fior d'Alpe   (1894)
- Il signor di Pourceaugnac   (1897)
- Germania   (1902)
- Notte di leggenda   (1906)
- La figlia di Jorio   (1906)
- Giove a Pompei   (1921)
- Glauco   (1922)

### Overige werken onder andere
- een symfonie
- een symfonisch gedicht
- variaties voor strijkkwartet en
- werken voor zangstemmen en piano.

- Biblioteca Nacional de España: XX1711891
- Bibliothèque nationale de France: cb138941095 (data)
- Gemeinsame Normdatei: 116693347
- International Standard Name Identifier: 0000 0000 6630 2731
- Library of Congress Control Number: nr89000022
- MusicBrainz: 4eb3a73b-9fbd-4cf4-8587-bad0a43a56e1
- Nationale Bibliotheek van Tsjechië: xx0095178
- Nationale Bibliotheek van Israël: 987007261103305171
- Nederlandse Thesaurus van Auteursnamen: 104255196
- Istituto Centrale per il Catalogo Unico: RAVV087051
- SNAC: w6ng536c
- Virtual International Authority File: 74037520
- WorldCat: E39PBJdGJH6KYVQKYMPttGcdcP